# Choeroparnops
Choeroparnops là một chi chi cánh thẳng thuộc họ Muỗm (Tettigoniidae). Tên khoa học của chi này được Dohrn công bố hợp lệ lần đầu tiên vào năm 1888.

## Loài
Chi Choeroparnops bao gồm các loài sau:
- Choeroparnops alatus Brunner von Wattenwyl, 1895
- Choeroparnops forcipatus Beier, 1949
- Choeroparnops fulvus Dohrn, 1888
- Choeroparnops garleppi Dohrn, 1888
- Choeroparnops gigliotosi Beier, 1960
- Choeroparnops scaberrimus Piza, 1976
- Choeroparnops similis Beier, 1949
- Choeroparnops tuberculatus Walker, 1870
- Choeroparnops tuberculosus Walker, 1870